# Iacob Potârcă
Iacob Potârcă (n. 4 octombrie 1866, Plenița, România – d. 30 septembrie 1942, Craiova, România) a fost un medic militar român, cu gradul de general. S-a remarcat drept unul dintre cei mai de seamă chirurgi ai Armatei Române și a fost un pionier al chirurgiei esofagiene în România.
A condus înainte de Primul Război Mondial Spitalul Militar din Craiova și a dat dovadă de calități strălucite de lider medical în anul 1917, în perioada Bătăliei de la Mărășești, în calitate de șef al Serviciului Sanitar al Armatei I. În perioada interbelică a fost medic inspector general al Serviciului Sanitar al Armatei  și senator de Dolj în Parlamentul României.

## Primii ani și perioada de formare
Iacob Potârcă a avut doi frați, pe inginerul de căi ferate Opran Potârcă, decedat pe câmpul de luptă în Primul Război Mondial și pe învățătorul Nicolae Potârcă, ajuns consilier județean și deputat în Parlamentul României.
A făcut liceul la Craiova, studiind ulterior medicina militară la instituția de profil din capitala României (care asigură pregătirea de specialitate în cadrul Universității de Medicină din București), cu începere din anul școlar 1886-1887, alături de alți 6 colegi. A devenit medic în 1893 și s-a specializat în chirurgie la Paris.

## Cariera
A fost unul dintre cei mai de seamă chiurgi ai Armatei României și în același timp unul dintre promotorii chirurgiei esofagiene din România (fiind cotat drept primul din țară care a operat pe esofag). De asemenea, a reprezentat un nume memorabil versus aplicarea procedeului Whitehead, în țară. A fost decorat cu ordinele Coroana României, Steaua României, Serviciul Credincios și Crucea Meritul Sanitar, precum și cu Medalia Bene Merenti, Crucea Regina Maria, Medalia Victoriei, Ordinul Renașterii Poloniei (cu gradul de comandor) și Legiunea de onoare (cu gradul de cavaler).

### Perioada antebelică
A intrat în cadrul armatei în 1893, cu gradul de medic locotenent. În anul 1903 a devenit medic de regiment.
Între 1913-1916, Dr. Potârcă a condus Spitalul Militar din Craiova. În 1916, a intrat în Primul Război Mondial cu gradul de colonel.

### Primul Război Mondial și perioada luptelor de apărare a Marii Uniri
În timpul reorganizării armatei din iarna 1916-1917 și a epidemiei de tifos din primele luni ale anului 1917, Potârcă împreună cu viitor general Ioan N. Antoniu au avut un rol semnificativ în ce privește depășirea dificultăților și disfuncționalităților legate de necesitatea fluidizării transporturilor, a evitării aglomerării căilor de evacuare și a spitalelor.
La începutul verii 1917 funcționa cu gradul de colonel, în Comisia 1 medico-militară. La 11 iulie 1917, având gradul de colonel, a fost numit în șef al Serviciului Sanitar al Armatei I. În această funcție, a dat dovadă de calități strălucite de medic conducător, în timpul Bătăliei de la Mărășești. A organizat astfel în mod impecabil evacuarea răniților la această armată, fiind întodeauna pe front, dovedind o mobilitate extremă și știind să sesizeze mereu situația de fapt. Datorită lui, numărul complicațiilor rezultate din întârzieri și neglijențe în evacuări, apărute la răniți a fost mic, în special cel al cangrenelor gazoase.
A fost promovat general în 1917. În anul 1918, după Pacea de la Buftea, a ocupat funcția de inspector sanitar al regiunii Corpulului I și II Armată.

### Perioada interbelică
A fost numit în funcția de medic inspector general al Serviciului Sanitar al Armatei la 1 aprilie 1924. La 1 aprilie 1928 a fost trecut în rezervă. În 1931 a devenit senator din partea județului Dolj.
Ca om de știință, a activat în cadrul societății craiovene Cercul Medico-Farmaceutic, fiind ales în 1919 drept președinte de onoare al acesteia. A fost printre membrii fondatori ai Revistei Sanitare Medicale.